# Třída FFX-IV
Třída FFX-IV je perspektivní třída fregat námořnictva Korejské republiky. Její vývoj je součástí rozsáhlého modernizačního programu, v rámci kterého jsou stavěny čtyři postupně zdokonalované skupiny fregat FFX, postupně nahrazující 37 desítky let sloužících fregat třídy Ulsan a korvet tříd Pchohang a Tonghe. První skupinu plavidel FFX představuje šest jednotek třídy Inčchon (FFX-I), druhou osm jednotek třídy Tegu (FFX-II) a třetí šest jednotek třídy Čchungnam (FFX-III). Poslední skupina FFX-IV evoluci celé třídy zakončuje. Celkem je plánována stavba šesti fregat této třídy. V roce 2024 byla objednána stavba prvních dvou jednotek.

## Stavba
Dne 19. prosince 2024 jihokorejská agentura Defense Acquisition Program Administration a loděnice Hanwha Ocean podepsaly smlouvu na stavbu prvních dvou fregat této třídy. Dodány mají být do roku 2030.
Jednotky třídy FFX-IV:
| Jméno | Loděnice     | Založení kýlu | Spuštěna | Vstup do služby | Status    |
| ----- | ------------ | ------------- | -------- | --------------- | --------- |
|       | Hanwha Ocean |               |          |                 | objednána |
|       | Hanwha Ocean |               |          |                 | objednána |

Fregata mimo jiné ponese protilodní střely SSM-700K Hae Song (C-Star), střely s plochou dráhou letu Sea Dragon, protiletadlové řízené střely K-SAAM a raketová torpéda Hong Sang Eo (K-ASROC).